# قلعه‌سنگی (کهریزک)
قلعه سنگی (کهریزک)، روستایی از توابع شهرستان کهریزک  در استان تهران ایران است. 

## جمعیت
این روستا در شهرستان کهریزک قرار دارد و براساس سرشماری مرکز آمار ایران در سال ۱۳۸۵، جمعیت آن ۷۵۸ نفر (۱۹۱خانوار) بوده‌است.